# Lilium michauxii

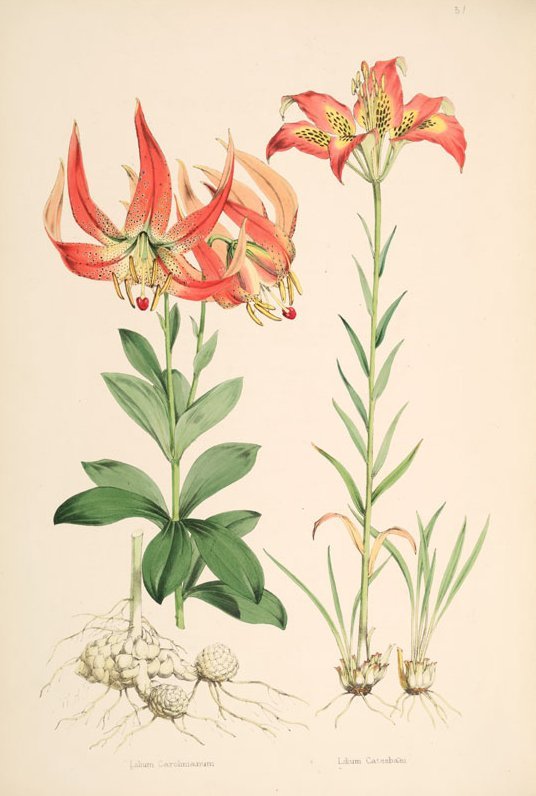
Lilium michauxii ilustração de Walter Hood Fitch.

Lilium michauxii é uma espécie de planta com flor, pertencente à família Liliaceae.
A planta é nativa dos Estados Unidos, com ocorrências nos estados da Florida, Alabama. Georgia, Mississipi, Virginia, Texas, Carolina do Norte e Carolina do Sul.